# Hupmobile

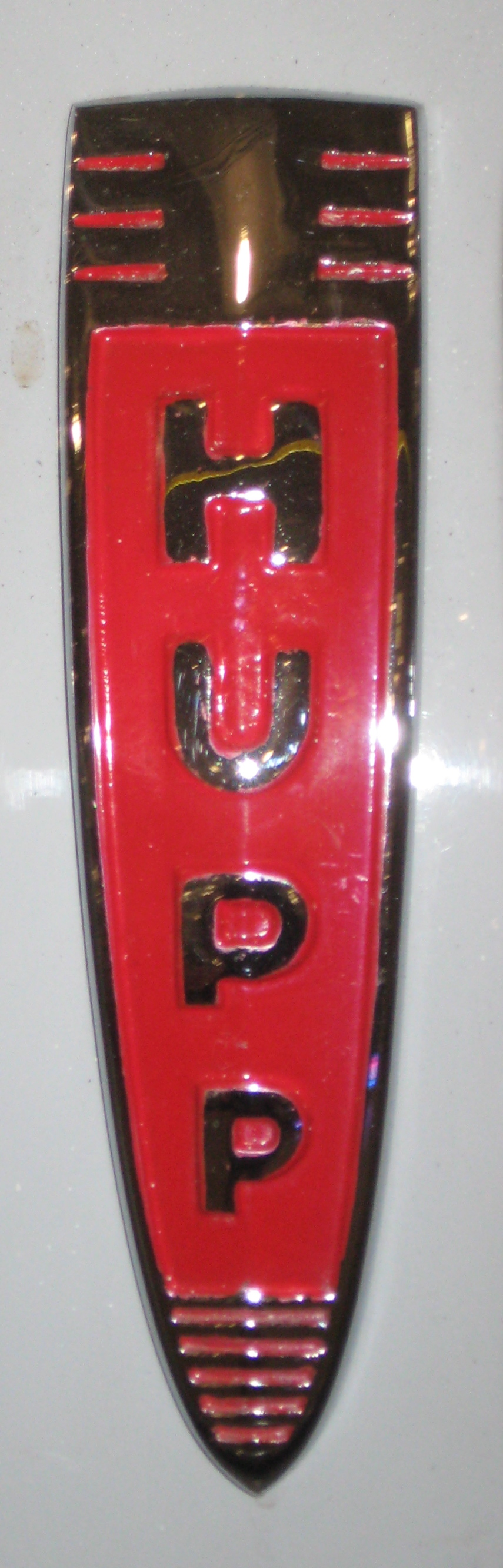
Badge "HUPP" sur une calandre de Skylark 1941

Hupmobile est une marque d'automobiles construite entre 1909 et 1940 par la Hupp Motor car Company. Cette entreprise  se situait au 345 Avenue de Bellevue à Détroit dans le Michigan. Sa première voiture, le Modèle 20, a été présenté au public au salon Automobile de Detroit en février 1909. La société a initialement produit plus de 500 véhicules.

## Histoire

### Fondateur
Robert Craig Hupp (2 juin 1877 à Grand Rapids, Michigan – 1931), un ancien employé de Oldsmobile et de Ford, a fondé la société en 1908 avec son frère Louis Gorham Hupp (13 novembre 1872 dans le Michigan – 10 décembre 1961 dans le Michigan). La Production a commencé en 1909. En 1910, la production dépasse les 5000 véhicules. À la suite de désaccords avec ses bailleurs de fonds Robert Hupp a vendu ses actions dans la Hupp Motor car Company et a établi la RCH Société Automobile, de courte durée de vie, puis l'Entreprise de voitures électriques Hupp-Yeats. (en) En 1912, Hupp était l'un des deux constructeurs pionniers de carrosseries tout-acier, avec BSA au royaume-UNI. Les panneaux de Hupp furent produits par Hale & Kilburn (en), qui était gérée par Edward Budd et employait Joseph Ledwinka. Carl Wickman (en), un vendeur de voitures à Hibbing, Minnesota, a utilisé un modèle 7 places invendu comme premier véhicule de ce qui devint l'entreprise de transport par autocar Greyhound. En 1913, Frank E. Watts a été embauché en tant que designer.

### Expansion
La Hupp Moteur Car Company a continué à croître après le départ de son fondateur. Une nouvelle usine a été achetée en 1924 alors que la concurrence de Ford et de Chevrolet était particulièrement forte. Ancien vice-président de la fabrication ,DuBois Young devient président de l'entreprise en 1924. En 1928 les ventes ont atteint plus de 65 000 unités. Pour augmenter la production et gérer la croissance du chiffre d'affaires, Hupp acheta la Chandler-Cleveland Motors Corporation (Chandler Motor Car (en)) pour ses installations de fabrication.

### Déclin
Les ventes et la production ont commencé à tomber avant même le début de la dépression des années 1930. Une stratégie visant à faire de la Hupmobile une voiture  plus luxueuse et plus chère a commencé en 1925 avec l'introduction d'un modèle 8 cylindres, suivi par la cessation complète de la production de la traditionnelle 4 cylindres Hupmobile après 1925. (Hupmobile n'avait fait que des 4 cylindres entre 1909 et 1924). En visant un segment de marché qui semblait plus lucratif, Hupp tourna essentiellement le dos à sa clientèle. La société fit la même erreur que de nombreux autres constructeurs automobiles de milieu de gamme de l'époque. Dans une tentative de réaliser toutes les ventes possibles, la marque offrait de nombreux modèles différents. Avec un volume de production relativement faible, le résultat est qu'aucun modèle ne put être produit en quantité suffisante pour maintenir des coûts de fabrication suffisamment bas pour dégager un bénéfice d'exploitation.

### De nouveaux modèles
Hupp désirant rendre plus attractive sa ligne de produits au style plutôt conservateur se tourne au tournant des années 1930 vers le designer industriel Raymond Loewy pour la conception de sa Hupp cyclefender en 1932, une excellente et particulièrement élégante routière, mais les ventes continuent de diminuer. 1934 voit l'introduction d'une gamme dépoussiérée appelée «Aérodynamique», toujours  par Loewy, ainsi qu'une baisse des prix de la série 417 W grâce à, l'utilisation de carrosseries Ford légèrement modifiées construites par Murray.
Malgré les innovations techniques, les querelles entre actionnaires et une tentative de prise de contrôle hostile en 1935 ont fait beaucoup de tort à la société. En 1936, elle est forcée de vendre certaines de ses usines et de ses actifs et, en 1937, Hupmobile suspend la fabrication. Une nouvelle gamme de six et huit cylindres était prévue pour 1938, mais à ce moment Hupp n'avait plus que très peu de revendeurs et les ventes furent décevantes.
Désespérant d'un retour à la vigueur du marché, le 8 février 1938, Hupmobile acquiert les matrices de production de la fameuse Cord 810/812 conçue par Gordon Buehrig de la défunte Cord Automobile Company. Hupp paya 900 000 $US pour l'outillage. Hupmobile espérait que l'utilisation du concept de la Cord dans une voiture classique à moindre prix, appelée la Skylark, remettrait la société sur la voie de la santé financière. De fait, des commandes enthousiastes vinrent par milliers, mais des retards de production ont aigri le soutien de la clientèle.

### Coentreprise
Par manque d'installations de production, Hupmobile travailla sur un accord avec la Graham-Paige Motor Co. pour partager l'utilisation des matrices de la Cord 810/812. Hupmobile et Graham vendraient des modèles similaires, qui serait entièrement construit chez Graham-Paige. Bien que chaque marque utilisa son propre moteur, la version Graham, appelée la Hollywood, ne différait de la Skylark que par quelques détails mineurs.

### Fermeture
En 1939, le Hupmobile Skylark a finalement commencé à être livrée. Malheureusement, la production avait pris du retard et la plupart des précommandes étaient dorénavant annulées. La production du modèle n'a duré que quelques mois et seulement 319 Skylarks ont été produites. Hupmobile cessa la production à la fin de l'été et Graham-Paige suspend la production peu de temps après que la dernière Hupmobile soit sortie de la chaîne.

## Les innovations techniques
Dans un effort constant pour rester innovateur et compétitif, Hupp a introduit un certain nombre de nouvelles fonctionnalités. Cette marque a été l'un des premiers constructeurs à équiper ses voitures avec un système à «roue libre», un dispositif qui a joui d'une immense mais brève popularité dans l'industrie automobile des années 1930. Hupmobile fut également un pionnier avec l'Evanair-Conditionneur (en), un système de chauffage d'air frais pour l'habitacle.

## Héritage
En 1914, Eric Wickman (en) a essayé d'établir une concession Hupmobile mais ne put pas les vendre et commença à transporter des mineurs dans l'un des véhicules, fondant ainsi la compagnie Greyhound Lines.
La Ligue Nationale de Football a été créée à la concession Hupmobile de Ralph Foin à Canton, en Ohio, en 1920.
La calandre de la Skylark inspira plus tard les calandres utilisées sur les modèles de Lincoln Continental dans les années 1940.
La technologie du système de chauffage d'habitacle initiée par Hupp a été largement adoptée dans l'industrie.
L'immeuble du premier concessionnaire Hupmobile (en) à Omaha, Nebraska, est un point de repère historique notable. Cet immeuble est situé au 2523 Farnam Street à Midtown, Omaha. Il a été inscrit au registre national des lieux historiques en 2014.
Le bâtiment du concessionnaire à Washington, DC, est maintenant le H Street Playhouse (en).

## Modèles
Pour les spécifications de divers modèles Hupmobile :
- Hupmobile Club Sedan - R
- Hupmobile Touring - E

## Galerie
|  |  |

|  |  |

|  |  |